# Гингона, Теофисто
Теофисто Гингона (англ. Teofisto Guingona) — государственный и политический деятель Филиппин. Занимал должность вице-президента страны с 2001 по 2004 год.

## Биография
Родился 4 июля 1928 года в Сан-Хуане, провинция Рисаль. C 1987 по 2001 год был сенатором в Сенате Филиппин (с пятилетним перерывом между 1993 и 1998 годом). С 7 февраля 2001 по 30 июня 2004 года был вице-президентом страны. После ухода из политической жизни государства, Теофисто написал книгу «Битва за Филиппины». 4 июля 2008 года состоялась её презентация в отеле Манилы.